# Bezins-Garraux
Bezins-Garraux ist eine französische Gemeinde mit 44 Einwohnern (Stand 1. Januar 2022) im Département Haute-Garonne in der Region Okzitanien (zuvor Midi-Pyrénées). Sie gehört zum Arrondissement Saint-Gaudens und zum Kanton Bagnères-de-Luchon.

## Geografie
Eine örtliche Erhebung ist der 1785 Meter hohe Pic du Gar. Nachbargemeinden sind Fronsac (Berührungspunkt) im Nordwesten, Moncaup im Norden, Arguenos im Nordosten, Boutx im Südosten, Saint-Béat-Lez (Berührungspunkt) im Süden, Eup im Südwesten und Chaum im Westen.

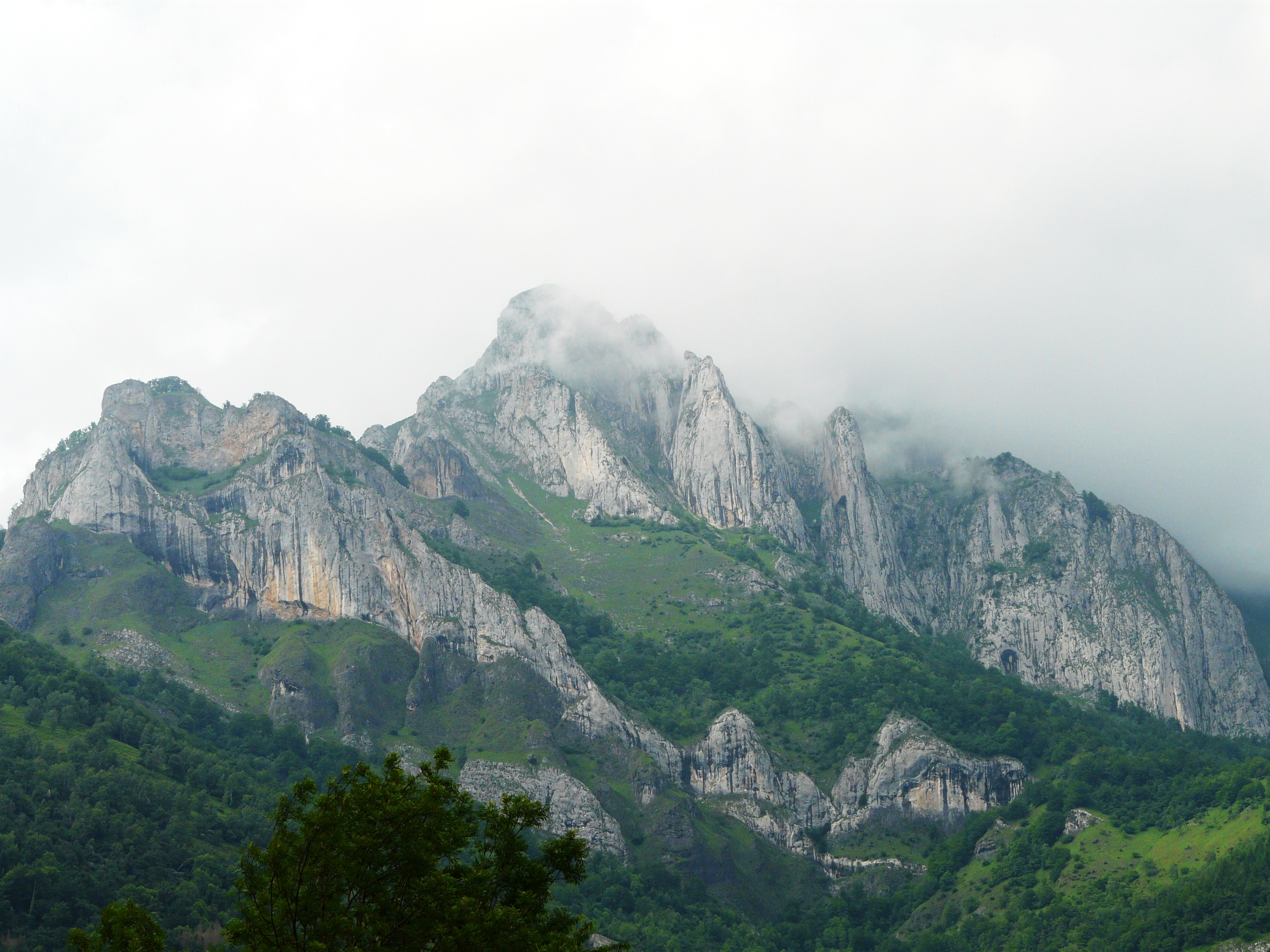
Der Pic du Gar bei Bezins-Garraux

## Bevölkerungsentwicklung
| Jahr                      | 1962 | 1968 | 1975 | 1982 | 1990 | 1999 | 2008 | 2015 | 2019 |
| ------------------------- | ---- | ---- | ---- | ---- | ---- | ---- | ---- | ---- | ---- |
| Einwohner                 | 73   | 47   | 44   | 38   | 46   | 39   | 55   | 41   | 42   |
| Quelle: Cassini und INSEE |      |      |      |      |      |      |      |      |      |

## Sehenswürdigkeiten
Siehe: Liste der Monuments historiques in Bezins-Garraux